# Episodi di Medici in corsia (quinta stagione)
La quinta stagione della serie televisiva Medici in corsia è stata trasmessa in anteprima in Germania da Das Erste tra il 21 febbraio 2019 e il 30 gennaio 2020.
| nº | Titolo originale               | Titolo italiano | Prima TV Germania | Prima TV Italia |
| -- | ------------------------------ | --------------- | ----------------- | --------------- |
| 1  | Zurück zu dir                  | inedito         | 21 febbraio 2019  | inedito         |
| 2  | Neue Ufer                      | inedito         | 28 febbraio 2019  | inedito         |
| 3  | Herzenssache                   | inedito         | 7 marzo 2019      | inedito         |
| 4  | Wen wir lieben                 | inedito         | 14 marzo 2019     | inedito         |
| 5  | Mit letzter Kraft              | inedito         | 21 marzo 2019     | inedito         |
| 6  | Gratwanderung                  | inedito         | 28 marzo 2019     | inedito         |
| 7  | Schattensprünge                | inedito         | 4 aprile 2019     | inedito         |
| 8  | Blutsbande                     | inedito         | 11 aprile 2019    | inedito         |
| 9  | Trugschluss                    | inedito         | 18 aprile 2019    | inedito         |
| 10 | Umwege                         | inedito         | 25 aprile 2019    | inedito         |
| 11 | Auf Augenhöhe                  | inedito         | 2 maggio 2019     | inedito         |
| 12 | Der letzte Tag                 | inedito         | 9 maggio 2019     | inedito         |
| 13 | Auf Anfang                     | inedito         | 16 maggio 2019    | inedito         |
| 14 | Zweisamkeit                    | inedito         | 23 maggio 2019    | inedito         |
| 15 | Verschwunden                   | inedito         | 11 luglio 2019    | inedito         |
| 16 | Aus der Nähe                   | inedito         | 18 luglio 2019    | inedito         |
| 17 | Wenn es darauf ankommt         | inedito         | 25 luglio 2019    | inedito         |
| 18 | Einen Schritt vor, zwei zurück | inedito         | 1º agosto 2019    | inedito         |
| 19 | Volle Verantwortung            | inedito         | 8 agosto 2019     | inedito         |
| 20 | Unter Strom                    | inedito         | 15 agosto 2019    | inedito         |
| 21 | Geänderte Vorzeichen           | inedito         | 22 agosto 2019    | inedito         |
| 22 | Vermisst                       | inedito         | 29 agosto 2019    | inedito         |
| 23 | Notlösungen                    | inedito         | 5 settembre 2019  | inedito         |
| 24 | Auf Distanz                    | inedito         | 12 settembre 2019 | inedito         |
| 25 | Fehleinschätzung               | inedito         | 19 settembre 2019 | inedito         |
| 26 | Soll und Haben                 | inedito         | 26 settembre 2019 | inedito         |
| 27 | Mein Herz                      | inedito         | 10 ottobre 2019   | inedito         |
| 28 | Ausgereizt                     | inedito         | 17 ottobre 2019   | inedito         |
| 29 | Endspurt                       | inedito         | 24 ottobre 2019   | inedito         |
| 30 | Versteckte Gefahr              | inedito         | 7 novembre 2019   | inedito         |
| 31 | Die Prüfung                    | inedito         | 14 novembre 2019  | inedito         |
| 32 | Raya Elisa                     | inedito         | 21 novembre 2019  | inedito         |
| 33 | Hundstage                      | inedito         | 28 novembre 2019  | inedito         |
| 34 | Süßes oder Saures              | inedito         | 31 ottobre 2019   | inedito         |
| 35 | Abwege                         | inedito         | 5 dicembre 2019   | inedito         |
| 36 | Unverhofftes Glück             | inedito         | 12 dicembre 2019  | inedito         |
| 37 | Herz und Verstand              | inedito         | 19 dicembre 2019  | inedito         |
| 38 | Fehler                         | inedito         | 2 gennaio 2020    | inedito         |
| 39 | Blickwinkel                    | inedito         | 9 gennaio 2020    | inedito         |
| 40 | Recht und Ordnung              | inedito         | 16 gennaio 2020   | inedito         |
| 41 | Mut fassen                     | inedito         | 23 gennaio 2020   | inedito         |
| 42 | Der nächste Schritt            | inedito         | 30 gennaio 2020   | inedito         |